# مطرف (مهنة)
مُطَرِّف هو من يعتني بتقليم أظافر اليدين وتزيينها باستخدام مُقَلمَّات الأظافر والطلاء.
قد يرسم المُطَرِّف تصاميمَ على الأظافر يدوياً باستخدام البخاخة الختم. قبل البدء بذلك يجب التشاور مع العميل للتحقق من وجود أي علامات لمشاكل الجلد أو التشوهات أو أمراض الأظافر.